# Спартак (жіночий футбольний клуб, Київ)
«Спартак» (Київ)  — український жіночий футбольний клуб з Києва. Заснований у 1992 році.

## Хронологія назв
- 1992—1993: «Юніса» (Луганськ)
- 1994: «Юніса» (Київ)
- 1995: «Спартак» (Київ)

## Історія
Жіночий футбольний клуб «Юніса» було засновано у 1992 року в Луганську. Того ж року команда дебютувала в Першій лізі України, в якій посів 3-є місце. У розіграшу кубку України вибув у 1/4 фіналу. Наступного сезону, в зв'язку з розширенням Вищої ліги клуб виступав на найвищому рівні, де посів 8-е місце. У розіграші кубку України дійшов до півфіналу. У сезоні 1994 року клуб переїхав до Києва, після чого змінив назву на «Юніса» (Київ) та став віце-чемпіоном України. Наступного року змінив назву на «Спартак» (Київ) та завоював бронзові нагороди чемпіонату України. У розіграші кубку України знову дійшов до півфіналу. Однак через фінансові проблеми клуб відмовився від подальших виступів і в 1995 був розформований.

## Досягнення
- Вища ліга України
  -  Срібний призер (1): 1994
  -  Бронзовий призер (1): 1995

- Кубок України
  - 1/2 фіналу (2): 1993, 1995

- Перша ліга України
  -  Бронзовий призер (1): 1992